# Rudolf de Korte
Rudolf Willem de Korte (ur. 8 lipca 1936 w Hadze, zm. 9 stycznia 2020 w Wassenaar) – holenderski polityk, wicepremier i minister, deputowany, w 1986 lider Partii Ludowej na rzecz Wolności i Demokracji (VVD).

## Życiorys
Ukończył szkołę średnią w Hadze. W latach 1954–1961 studiował chemię na Uniwersytecie w Lejdzie. Doktoryzował się na tej samej czelni w 1964. Był pracownikiem naukowym na macierzystym uniwersytecie, później zatrudniony w sektorze biznesowym w Hongkongu i Etiopii. W latach 1969–1971 był dyrektorem ds. sprzedaży w fabryce Unilever-Emery w Goudzie, od 1972 do 1977 zajmował stanowisko dyrektora tej fabryki.
Od 1959 należał do Partii Ludowej na rzecz Wolności i Demokracji, której w okresie od 9 lipca 1986 do 15 grudnia 1986 był liderem politycznym. Od 1978 do 1982 był radnym miejscowości Wassenaar. W 1977 po raz pierwszy uzyskał mandat posła do Tweede Kamer, w niższej izbie Stanów Generalnych zasiadał od 22 grudnia 1977 do 12 marca 1986. Następnie do 14 lipca 1986 był ministrem spraw wewnętrznych w pierwszym rządzie Ruuda Lubbersa. Od 3 czerwca do 14 lipca 1986 ponownie wykonywał mandat deputowanego, po czym do 7 listopada 1989 sprawował urzędy wicepremiera i ministra gospodarki w drugim rządzie tego samego premiera. Od 14 września 1989 do 1 września 1995 kolejny raz zasiadał w Tweede Kamer. Od lipca 1995 do czerwca 2000 zajmował stanowisko wiceprezesa Europejskiego Banku Inwestycyjnego.

## Odznaczenia
- Komandor Orderu Oranje-Nassau (1989)[1]